# Tyler Bouck
Tyler John Bouck (* 13. Januar 1980 in Camrose, Alberta) ist ein ehemaliger kanadischer Eishockeyspieler, der im Verlauf seiner aktiven Karriere zwischen 1995 und 2014 unter anderem über 200 Spiele für den ERC Ingolstadt in der Deutschen Eishockey Liga (DEL) auf der Position des linken Flügelstürmers bestritten hat. Darüber hinaus absolvierte Bouck, der mit den Ingolstädtern im Jahr 2014 die Deutsche Meisterschaft gewann, weitere 93 Partien für die Dallas Stars, Phoenix Coyotes und Vancouver Canucks in der National Hockey League (NHL).

## Karriere
Tyler Bouck begann seine Karriere als Eishockeyspieler bei den Prince George Cougars, für die er von 1995 bis 2000 in der Western Hockey League (WHL) aktiv war. In dieser Zeit wurde er im NHL Entry Draft 1998 in der zweiten Runde als insgesamt 57. Spieler von den Dallas Stars ausgewählt, für die der Flügelstürmer in der Saison 2000/01 sein Debüt in der National Hockey League (NHL) gab. Zudem spielte er in dieser Spielzeit für deren Farmteam, die Utah Grizzlies aus der International Hockey League (IHL). Im Juni 2001 gaben die Stars den Angreifer im Tausch für Jyrki Lumme an ihren Ligarivalen, die Phoenix Coyotes, ab. Er verließ die Coyotes allerdings nach nur sieben Spielen wieder, nachdem Bouck im Dezember 2001 gemeinsam mit Todd Warriner, Trevor Letowski und einem Drittrunden-Wahlrecht im NHL Entry Draft 2003 zu den Vancouver Canucks transferiert wurde. Im Gegenzug wechselten Drake Berehowsky und Denis Pederson nach Phoenix.
Im Franchise der Vancouver Canucks spielte der Kanadier insgesamt fünfeinhalb Jahre, wobei er hauptsächlich für deren Farmteam, die Manitoba Moose aus der American Hockey League (AHL), auf dem Eis stand. Zudem verbrachte er die Zeit während des Lockouts in der NHL-Saison 2004/05 beim TPS Turku in der finnischen SM-liiga. Nachdem der Angreifer von 2007 bis 2009 bei den Buffalo Sabres in der NHL unter Vertrag gestanden war und ausschließlich für deren AHL-Kooperationspartner Portland Pirates aufgelaufen war, kehrte er im Sommer 2009 nach Europa zurück. Dort unterzeichnete er einen Vertrag beim ERC Ingolstadt aus der Deutschen Eishockey Liga (DEL), für den er in den folgenden fünf Spielzeiten über 200 Partien absolvierte und am Ende der Saison 2013/14 die Deutsche Meisterschaft gewann. Anschließend beendete der 34-Jährige seine aktive Karriere.

### International
Für Kanada nahm Bouck an den U20-Junioren-Weltmeisterschaften der Jahre 1999 und 2000 sowie am Deutschland Cup 2010 teil.

## Erfolge und Auszeichnungen
- 1999 Silbermedaille bei der U20-Junioren-Weltmeisterschaft
- 2000 Bronzemedaille bei der U20-Junioren-Weltmeisterschaft
- 2000 WHL West First All-Star Team
- 2014 Deutscher Meister mit dem ERC Ingolstadt

## Karrierestatistik

### International
Vertrat Kanada bei:
- U20-Junioren-Weltmeisterschaft 1999
- U20-Junioren-Weltmeisterschaft 2000

(Legende zur Spielerstatistik: Sp oder GP = absolvierte Spiele; T oder G = erzielte Tore; V oder A = erzielte Assists; Pkt oder Pts = erzielte Scorerpunkte; SM oder PIM = erhaltene Strafminuten; +/− = Plus/Minus-Bilanz; PP = erzielte Überzahltore; SH = erzielte Unterzahltore; GW = erzielte Siegtore; 1 Play-downs/Relegation; Kursiv: Statistik nicht vollständig)